# Hana Matelová
Hana Matelová (Zlín, 8 giugno 1990) è una tennistavolista ceca.
Ha partecipato ai Giochi di Rio de Janeiro 2016 e di Tokyo 2020.
Nel 2015, ha vinto 1 bronzo ai Giochi Europei del 2015, nel torneo a squadre.